# ژورس آلفروف
ژورس ایوانوویچ آلفروف (روسی: Жоре́с Ива́нович Алфёров زاده ۱۵ مارس ۱۹۳۰ – درگذشته ۱ مارس ۲۰۱۹) یک فیزیک‌دان اهل اتحاد شوروی و روسیه بود که در سال ۲۰۰۰ برای توسعه نیمه رسانا هترواستراکچرز مورد استفاده در سرعت بالا و اوپتو الکترونیک به همراه هربرت کرومر از آلمان موفق به دریافت جایزه نوبل فیزیک شد. او همچنین یک سیاستمدار در دولت روسیه و یکی از اعضای وزارت امور خارجه روسیه در مجلس دوما، از سال ۱۹۹۵ بوده‌است.

## نگارخانه

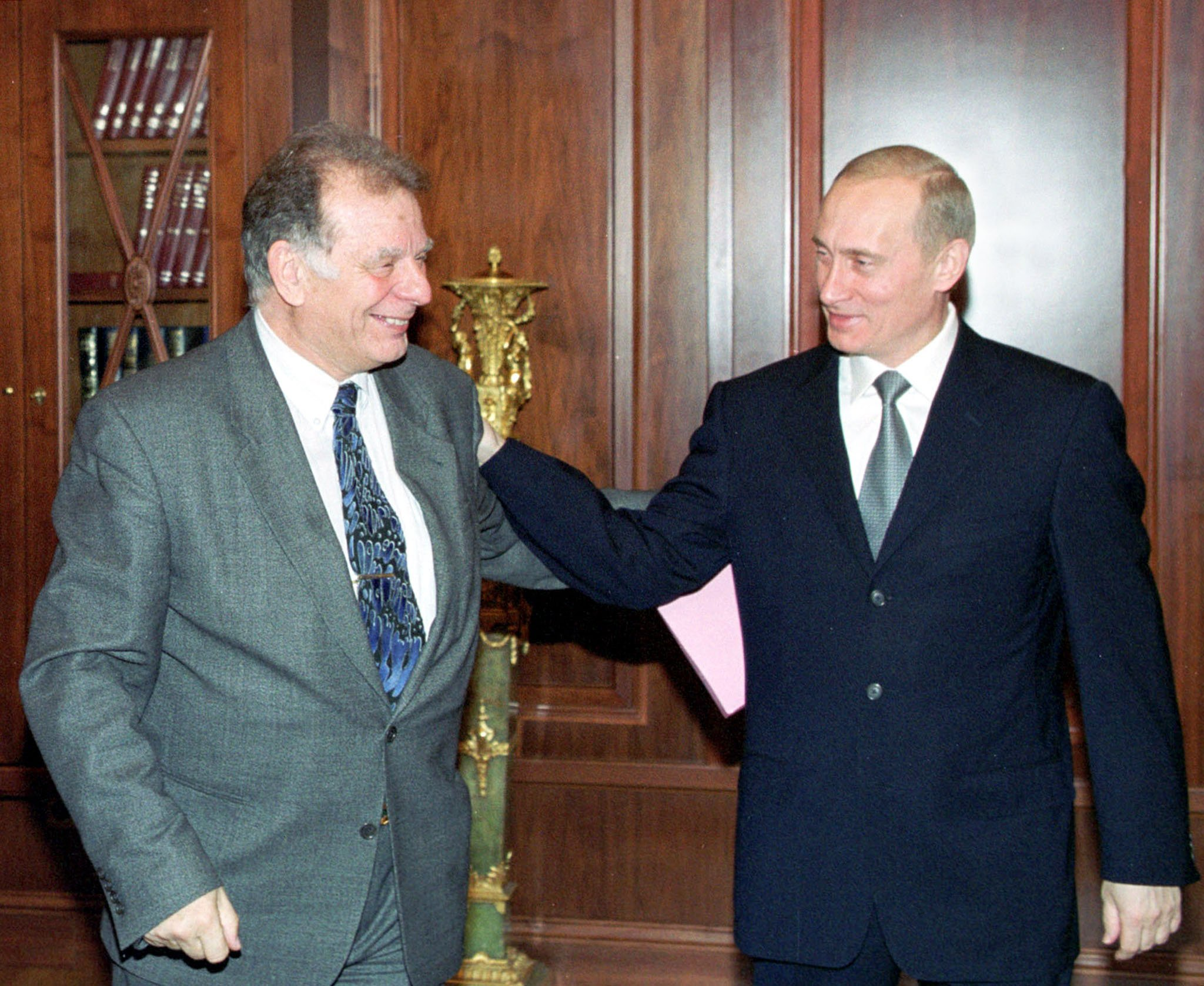
ژورس آلفروف به همراه ولادیمیر پوتین
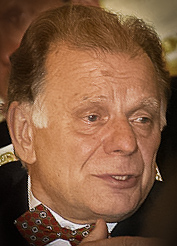